# Nerf cutané palmaire
La nerf cutané palmaire (ou rameau palmaire du nerf médian) est un nerf de l'avant-bras.

## Origine
Le nerf cutané palmaire est une branche du nerf médian qui naît à la partie distale de l'avant-bras.

## Trajet
Le nerf cutané palmaire perce le ligament carpien palmaire et se divise en une branche latérale et une branche médiale ;
- La branche latérale innerve la peau de l'éminence thénar et communique avec la branche palmaire du nerf cutané latéral de l'avant-bras.
- La branche médiale innerve la peau de la paume et communique avec le rameau palmaire du nerf ulnaire.

## Aspect clinique
Le nerf cutané palmaire chemine superficiellement par rapport au rétinaculum des fléchisseurs et donc la fonction de cette branche du nerf médian n'est pas altérée par le syndrome du canal carpien.